# Урангай
Урангай (каз. Ұранғай) — село в Сауранском районе Туркестанской области Казахстана. Административный центр Урангайского сельского округа. Код КАТО — 512649100.

## Население
В 1999 году население села составляло 3429 человек (1720 мужчин и 1709 женщин). По данным переписи 2009 года, в селе проживало 4549 человек (2305 мужчин и 2244 женщины).

## Известные жители и уроженцы
- Нарымов, Ибрагим (1895 — ?) — Герой Социалистического Труда.
- Жусупов, Айтлеу (1912 — ?) — Герой Социалистического Труда